# Barbara Scaramucci
Barbara Scaramucci (Roma, 21 agosto 1949) è una giornalista e archivista italiana.

## Biografia
Laureata in Legge all'Università La Sapienza di Roma, giornalista professionista dal 1980, ha lavorato nei quotidiani Il Globo e Avvenire. Ha cominciato a lavorare con contratti di collaborazione alla Rai nel 1977, come autore di testi per le rubriche del TG1. È stata la prima donna a ricoprire l'incarico di direttore giornalistico alla Rai, nominata dal consiglio di amministrazione, presieduto da Claudio Dematté e voluto dal governo di Carlo Azeglio Ciampi, come responsabile dei telegiornali regionali, da ottobre 1993 a ottobre 1994, dopo essere stata vicecaporedattore al TG1 e caporedattore al TG3 nazionale.
Nel dicembre 1996 è costituita, sulla base di un suo progetto, la struttura Rai Teche e ne diventa direttore, gestendo la catalogazione di tutti gli archivi audiovisivi dell'azienda e dei relativi diritti, oltre che delle biblioteche e delle fototeche. Le Teche Rai vengono inserite dall'UNESCO nel registro della memoria d'Italia. Il sito delle Teche vince nel 2003 il premio Web Awards per la categoria arte e cultura. Fa parte del comitato scientifico dell'Istituto Centrale per i Beni sonori e audiovisivi del Ministero dei Beni Culturali e delle giurie del premio Luchetta e del premio Morrione. Ha fatto parte dei consigli di amministrazione di Rai Net (1999-2004) e di Rai Trade (2007-2010). Nel 2005 è stata insignita dell'onorificenza di cavaliere della Repubblica.
Tiene lezioni di Archivistica nei master dell'ateneo di Roma Tor Vergata e in corsi di Scienze della comunicazione e Dams. Collabora all'organizzazione di mostre e eventi sulla memoria del Novecento. Ha commentato in video alcuni cicli di programmi d'archivio del canale Rai Storia. Con la sua collaborazione Gabriele Salvatores ha realizzato nel 2010 il documentario "1960", nell'ambito di un progetto di coproduzioni con Rai Cinema avviato nel 2005, un racconto di finzione prodotto interamente con il repertorio delle teche, presentato a Venezia e vincitore del primo premio al World Awards delle Federazione Internazionale degli Archivi Televisivi. Ha curato con Costanza Esclapon e Alessandro Nicosia la mostra itinerante "1924-2014, la Rai racconta l'Italia", che nel 2014 ha celebrato i 90 anni della radio e i 60 anni della televisione. Nell'occasione è stato pubblicato l'aggiornamento del volume curato con Claudio Ferretti "Ricorderai", adottato in molti corsi universitari e ora in fase di pubblicazione in edizione economica e in ebook.
Nel marzo 2014, a seguito di quanto previsto dal piano di pensionamento anticipato dei dirigenti Rai, lascia la direzione delle Teche, che passano in reggenza ad interim al DG Rai Luigi Gubitosi; il 9 luglio 2014 il consiglio d'amministrazione aziendale nomina Maria Pia Ammirati nuovo direttore della struttura. Altri ne sono seguiti fino alla nomina di Andrea Sassano, attualmente in carica.
Il 24 febbraio 2016 è stata eletta alla presidenza dell'Associazione Articolo 21 e scrive come editorialista sul sito della stessa Associazione.

## Opere
- Mamma Rai, Le Monnier 1997 con Claudio Ferretti e Umberto Broccoli (Premio Diego Fabbri 1997),
- Ricorderai Rai Eri 2004 (Premio Mare di Roma 2004), con Claudio Ferretti (seconda edizione aggiornata 2014, edizione economica aggiornata 2017)
- La vita è tutta un quiz Rai Eri 2005 con Claudio Ferretti
- Enciclopedia della radio Garzanti 2004 con Peppino Ortoleva
- Come si documenta la TV Rai Eri 2006 con Guido Del Pino
- La fabbrica televisiva, la Rai a Napoli Rai Eri 2007 con Francesco Pinto
- Roma 1960, le Olimpiadi della TV 2010 Rai Eri, con Claudio Ferretti
- Un doppio hurrà per nonna sprint: Giovanna la nonna del corsaro nero e la leggendaria TV dei tagazzi 2015 Rai Eri con Stefano Nespolesi